# Jeffer Rosobin
Jeffer Rosobin (* 5. Januar 1976 in Bangkinang) ist ein indonesischer Badmintonspieler.

## Karriere
Jeffer Rosobin gewann 1996 Gold bei der Asienmeisterschaft im Herreneinzel. Zwei Jahre später musste er sich bei der gleichen Veranstaltung mit Platz 5 zufriedengeben. Bei den Malaysia Open 1998 unterlag er im Finale gegen Peter Gade. 2004 siegte er bei den Pakistan International. Im gleichen Jahr gewann er Silber mit dem Team von Jawa Timur bei den nationalen Spielen. 2008 reichte es nur noch zu Bronze mit dem Team.

## Sportliche Erfolge
| Saison | Veranstaltung           | Disziplin    | Platz | Name           |
| ------ | ----------------------- | ------------ | ----- | -------------- |
| 1994   | Dutch Juniors           | Herreneinzel | 1     | Jeffer Rosobin |
| 1995   | Brunei Open             | Herreneinzel | 2     | Jeffer Rosobin |
| 1995   | Polish International    | Herreneinzel | 2     | Jeffer Rosobin |
| 1996   | Asienmeisterschaft      | Herreneinzel | 1     | Jeffer Rosobin |
| 1998   | Asienmeisterschaft      | Herreneinzel | 5     | Jeffer Rosobin |
| 1998   | Malaysia Open           | Herreneinzel | 2     | Jeffer Rosobin |
| 2004   | Pekan Olahraga Nasional | Herrenteam   | 2     | Jawa Timur     |
| 2004   | Pakistan International  | Herreneinzel | 1     | Jeffer Rosobin |
| 2006   | Indonesia International | Herreneinzel | 1     | Jeffer Rosobin |
| 2006   | Singapur International  | Herreneinzel | 1     | Jeffer Rosobin |
| 2008   | Pekan Olahraga Nasional | Herrenteam   | 3     | Jawa Timur     |